# San Antonio de Abajo
San Antonio de Abajo är en ort i Mexiko.   Den ligger i kommunen Esperanza och delstaten Puebla, i den sydöstra delen av landet, 190 km öster om huvudstaden Mexico City. San Antonio de Abajo ligger 2 519 meter över havet och antalet invånare är 596.
Terrängen runt San Antonio de Abajo är kuperad åt nordost, men åt sydväst är den platt. Runt San Antonio de Abajo är det ganska tätbefolkat, med 155 invånare per kvadratkilometer. Närmaste större samhälle är Ciudad Serdán, 14,5 km nordväst om San Antonio de Abajo. Omgivningarna runt San Antonio de Abajo är en mosaik av jordbruksmark och naturlig växtlighet.